# Dorcasta dasycera
Dorcasta dasycera là một loài bọ cánh cứng trong họ Cerambycidae.